# 호세 데 에스프론세다

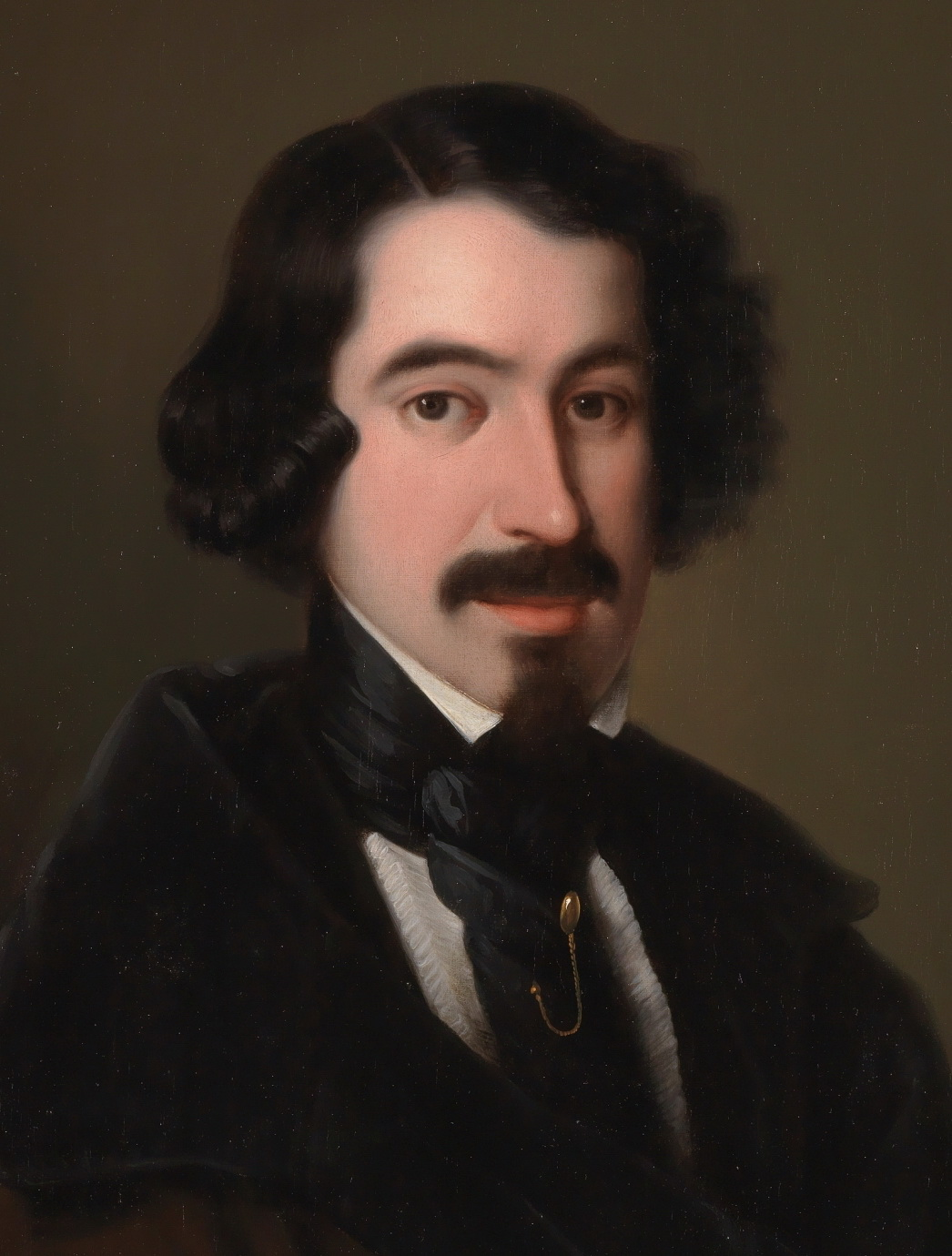

호세 데 에스프론세다(José Ignacio Javier Oriol Encarnación de Espronceda y Delgado, 1808년 3월 25일 – 1842년 5월 23일)는
19세기의 가장 대표적인 저자들 가운데 하나인 낭만주의 스페인 시인이다.
마드리드에서 교육을 받은 후 정치범으로 금고형(禁錮刑)을 받았으나 포르투갈에 도망쳐 테레사라는 여성을 사랑하게 되어 그 여자를 따라 런던으로 건너갔다. 파리에서는 혁명투쟁에 참가하기도 했다. 1832년에 특사(特赦)되어 에스파냐에 돌아와 공화주의 논설가로서 활약하기도 했으며 국회의원에도 선출되었다.
낭만주의 시인답게 혁명적 활동을 전개하는 가운데 짧은 일생을 보냈는데 새로운 문학운동의 지도자가 되었다.
에스프론세다의 자질을 어느 사람은 소용돌이치는 ‘대투우장’의 정열에 비하기도 했다. 에스파냐 낭만파 가운데서도 다채로운 사랑과 혁명과 페시미즘의 시인이었다. <서정시집>(1840)은 그가 죽기 전 2년 동안에 그의 명성을 높였다. 서사시 <악마 현세>에서의 <테레사에게 바치는 노래>는 잘 알려져 있다.